# Lago Alberto
O lago Alberto fica na divisa entre Uganda e República Democrática do Congo e faz parte dos Grandes Lagos Africanos. Tem cerca de 5600 km² de área, um comprimento máximo de 160 km e uma largura máxima de 30 km. A profundidade média é de 25 m e a máxima de 58 m. Situa-se a 615 m de altitude.
Em 1864, o explorador Samuel Baker foi o primeiro europeu a avistar o lago; deu-lhe o nome de Alberto de Saxe-Coburgo-Gota, o então recém-falecido príncipe consorte da Rainha Vitória.